# К-391 «Братск»
К-391 «Братск» — российская многоцелевая атомная подводная лодка проекта 971 «Щука-Б».

## Строительство
3 мая 1984 года подводная лодка была включена в списки кораблей ВМФ СССР.
В марте 1984 года был сформирован экипаж с подчинением 80-й ОБрСПЛ КТОФ.
Заложена 23 февраля 1988 года на судостроительном заводе им. Ленинского Комсомола в Комсомольске-на-Амуре.
14 апреля 1989 года состоялся спуск на воду.
28 июня 1989 года К-391 переведена с завода в Комсосмольске-на-Амуре в Большой Камень на достроечную базу ЗСО «Восток», и зачислена в состав 72-й ОБрСРПЛ КТОФ.
29 декабря 1989 года подписан приемный акт.

## Особенности конструкции
По сравнению с другими представителями серии, на К-391 проведены дополнительные мероприятия по уменьшению шумности, а также впервые были установлены носовые пусковые установки средств гидроакустического противодействия, смонтирована аварийная система порохового продувания ЦГБ.

## Служба
13 января 1990 года на ПЛ поднят Военно-морской флаг СССР.
28 февраля 1990 года вошла в состав 45-й ДиПЛ 2-й ФлПЛ Тихоокеанского флота с базированием на Вилючинск (бухта Крашенинникова). В течение 1990 года на К-391 проходили расширенные акустические испытания, после которых на ПЛ был проведены различные работы по обесшумливанию ПЛ. За освоение новой техники и вооружения командир капитан 1-го ранга С. А. Голобоков и старший помощник командира капитан 2-го ранга С. М Игишев были награждены орденом «За службу Родине в ВС СССР» 3-й степени.
С 10 сентября по 25 ноября 1991 года К-391 под командованием капитана 2-го ранга С. М. Игишева (старший на борту ЗКД капитан 1-го рпнга К. С. Сиденко) боевая служба. Во время выполнения задач БС было произведено 12 обнаружений иностранных ПЛ, с непрерывным слежением в 380 часов. Данный результат до настоящего времени остается рекордным среди противолодочных сил ВМФ. По завершении данной БС 36 офицеров и мичманов экипажа были удостоены правительственных наград.
28 апреля 1992 года переклассифицирована в атомную крейсерскую подводную лодку. В течение 1992 года были выполнены стрельбы торпедами с аппаратурой самонаведения, которая была принята на вооружение ВМФ России по результатам этих испытаний.
13 апреля 1993 года получила наименование «Кит». С 30 сентября по 31 декабря выполнение задач боевого дежурства под командованием капитана 2-го ранга С. М. Игишева (старший на борту контр-адмирал Ю. В. Кириллов). 2 декабря впервые в истории ВМФ была выполнена успешная стрельба двумя крылатыми ракетами комплекса C-10 «Гранат» с разными полётными заданиями из одного района боевых действий, что получило высокую оценку от командования флота.
1 апреля 1994 года К-391 «Кит» был выведен из состава сил постоянной готовности.
В феврале 1996 года ПЛ была принята экипажем К-152 «Нерпа», командир капитан 2-го ранга С. С. Дёмин. Во время отработки задач боевой подготовки была обнаружена АПЛ ВМС США типа «Los-Angeles», за которой осуществлялось слежение в течение четырёх часов. Во время слежения была изучена тактика её действий и отработан метод противолодочной борьбы. После сдачи курсовых задач подготовки, экипаж вошел в 1-ю линию. 25 февраля 1997 год ПЛ введена в состав сил ПГ.
10 сентября 1997 года приказом ГК ВМФ России, после установления шефских связей с администрацией города Братска, ПЛ получила имя «Братск».
1 мая 1998 года ПЛ перечислена в состав 10-й ДиПЛ 2-й ФлПЛ. 1 сентября 1998 года 10-я ДиПЛ переформирована в 16-ю ОпЭскПЛ.
В октябре 2003 года ПЛ поставлена на «Северо-восточный ремонтный центр» (СВРЦ) для прохождения ремонта и модернизации, а экипаж переподчинён 201-му ДнРПЛ ТОФ. Только в 2008 году ПЛ была введена в ПД-71 для прохождения ремонта. Летом 2013 года, в связи с неспособностью СВРЦ выполнить ремонт с модернизацией, было принято решение провести ремонт «Братска» на другом заводе. Летом 2014 года для предстоящих работ был выбран Северодвинский завод «Звёздочка».
26 сентября 2014 года К-391 «Братск» и К-295 «Самара» были доставлены голландским судном-доком «Transshelf» по севморпути с Камчатки в Северодвинск. Ремонт планировалось начать в 2020 году и завершить его до 2025 года. В 2022 году ремонт был признан нецелесообразным. ПЛ подлежит списанию. В то же время существует возможность переоборудования по проекту 09718 и передачи Индии в лизинг.

## Командиры
- 03.1984 — 1991 С. А. Голобоков
- 1991—1996 С. М. Игишев
- 02.1996 — 04.1997 С. С. Демин (временный экипаж)
- 1997—200? С. М. Игишев
- 17.01.2007 — 01.08.2008 С. В. Трегуб
- 01.2009 — 201? Д. В. Топоров